# Franziska Barbara von Weltz
Franziska Barbara von Weltz (* 23. August 1666 (vermutlich) in Bergenweiler; † 3. April 1718 in Wilhermsdorf) war Herrin von Wilhermsdorf. Sie war durch zwei Ehen mit regierenden Grafen aus dem Haus Hohenlohe erst Gräfin zu Hohenlohe-Neuenstein und dann Gräfin zu Hohenlohe-Waldenburg-Schillingsfürst.

## Leben

### Herkunft
Väterlicherseits entstammte sie einem Adelsgeschlecht, das in Kärnten und in der Steiermark beheimatet war.
Sie war die Tochter von Franz II. von Weltz (* 1635; † 1674), Freiherr von Weltz aus der Linie Eberstein, Herr auf Bergenweiler, und der Freiin Anna Barbara de Guin (* 1640; † um 1681), Tochter des aus Schottland gebürtigen, 1639 zum Reichsfreiherrn erhobenen und kaiserlichen Generalwachtmeisters William Gunn (Wilhelm von Guin/Guyn, * 1603 in Westgarty bei Helmsdale (Sutherland); † vor November 1660), ab 1642 Herr auf Burg Staufeneck, 

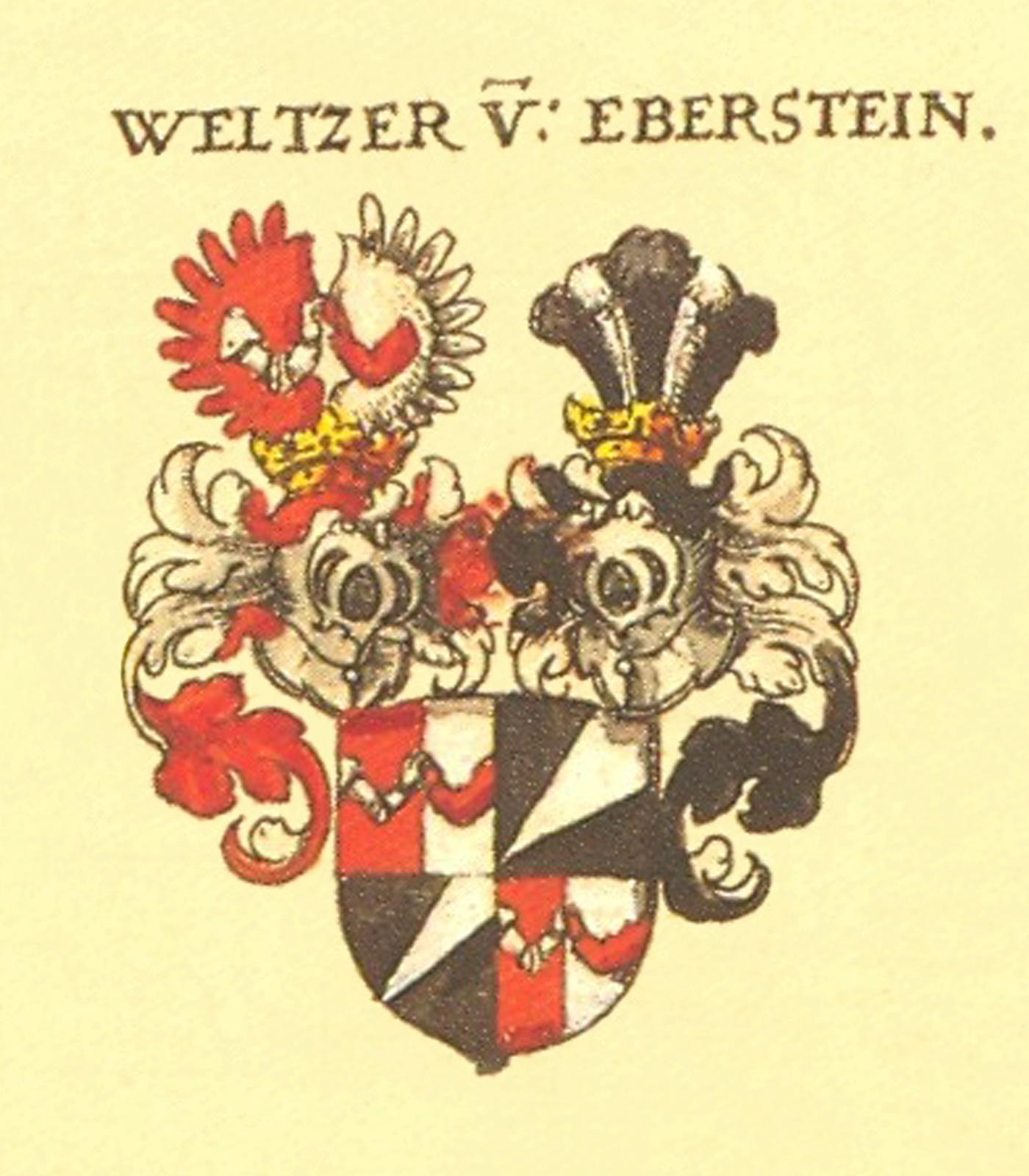
Wappen der Weltz von Eberstein
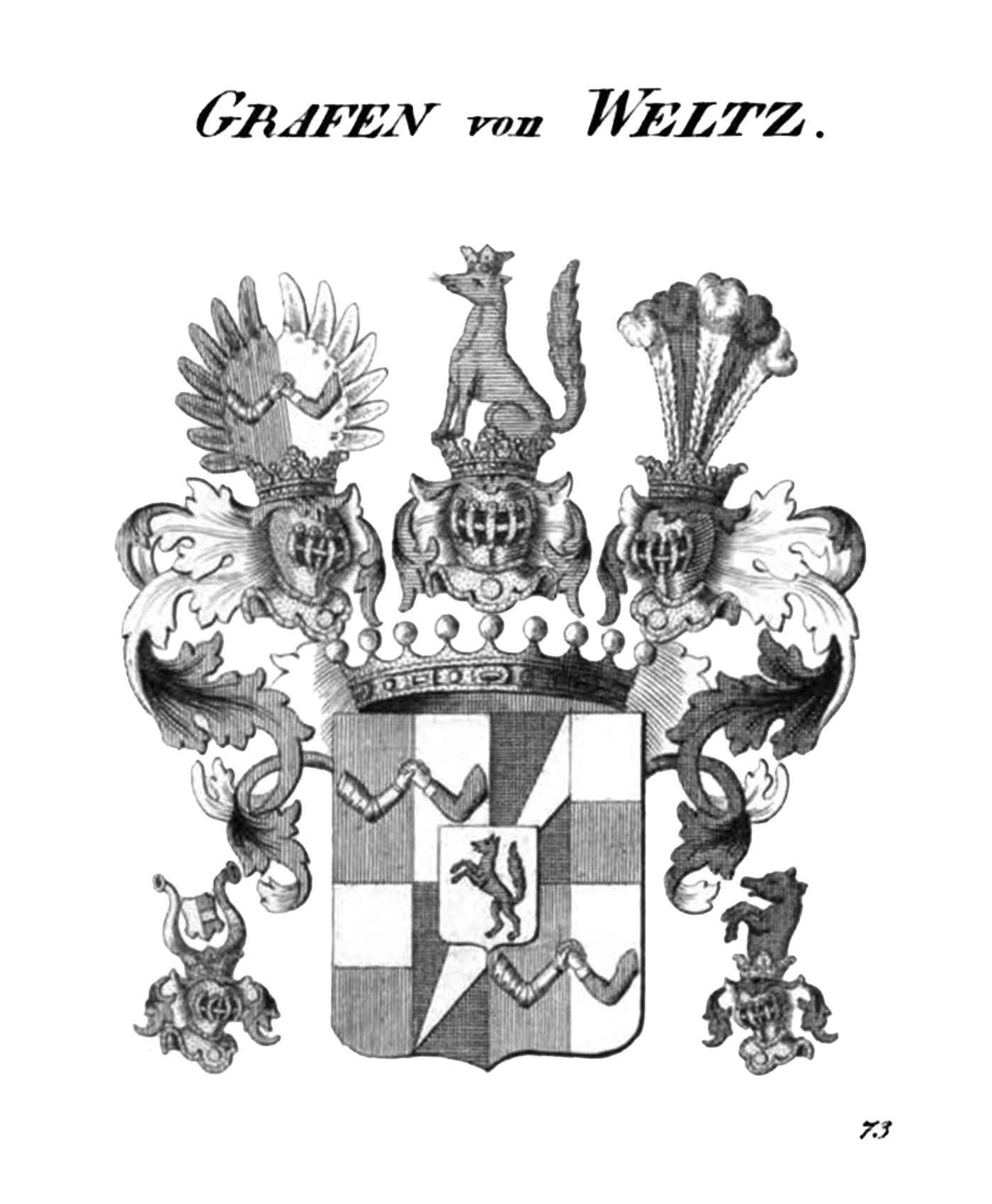
Gebessertes Wappen der Grafen von Weltz
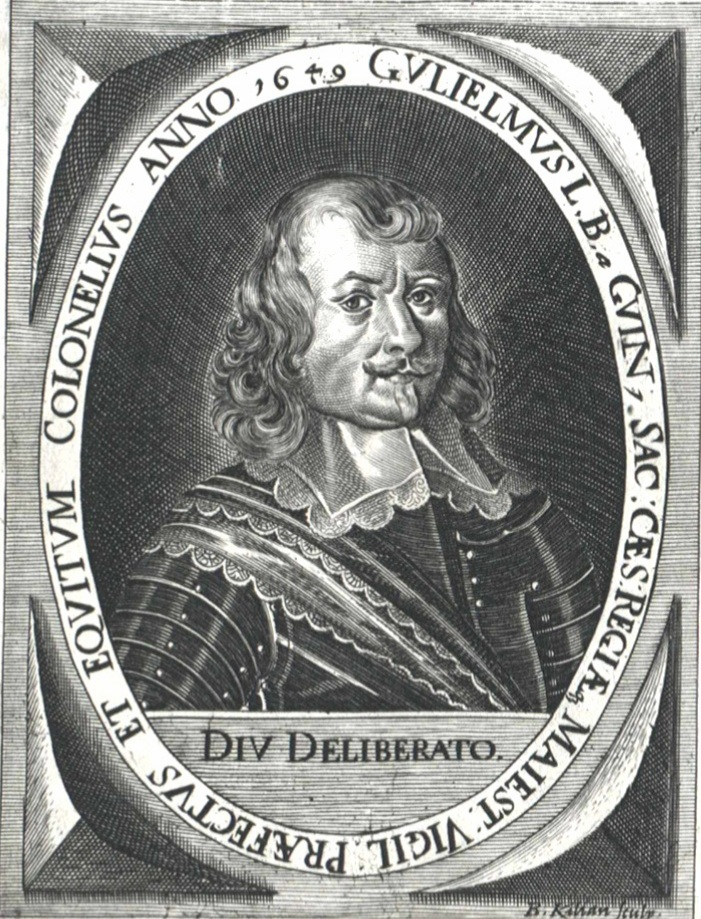
William Gunn, Großvater mütterlicherseits (1649)
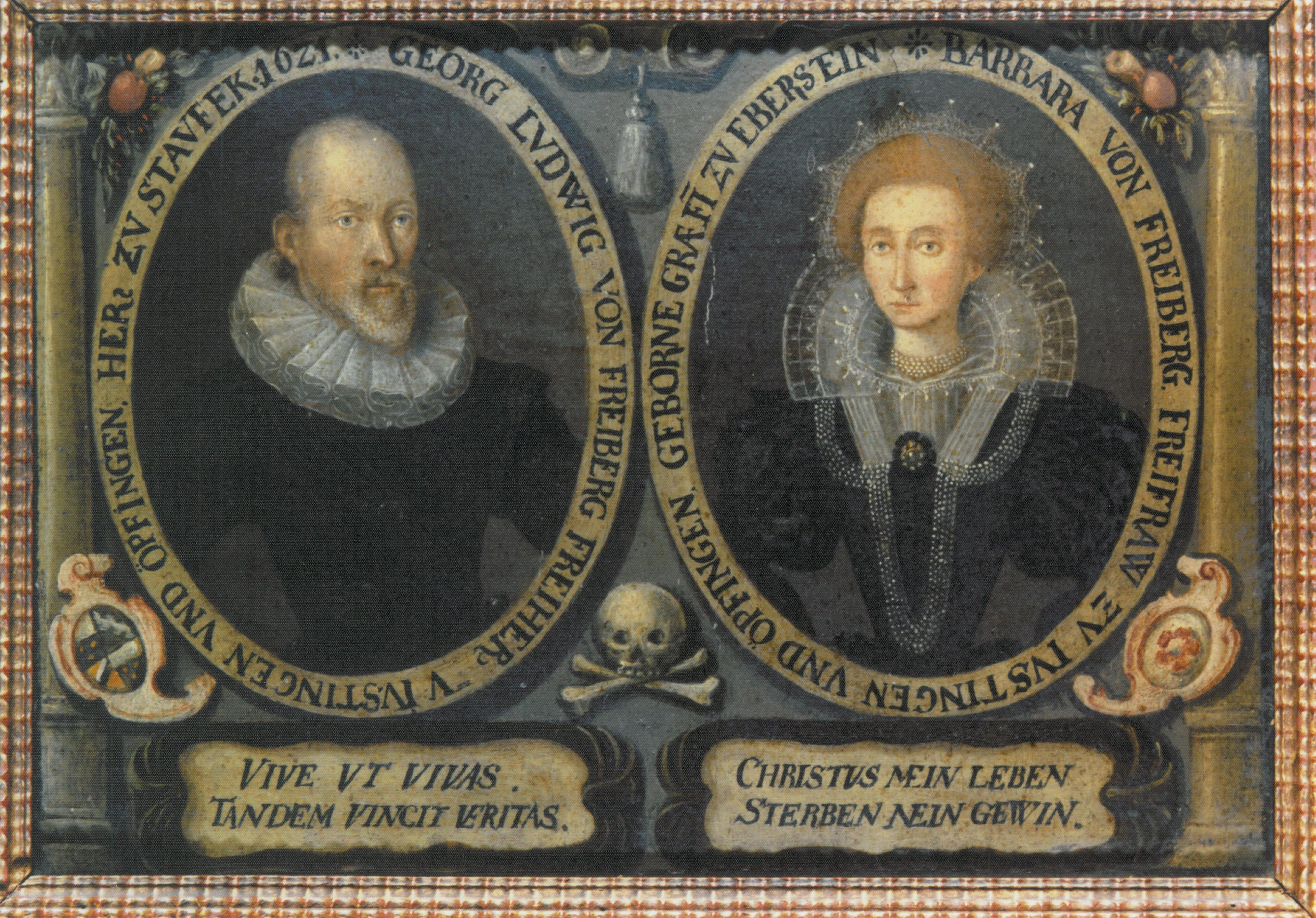
Freiherr Georg Ludwig von Freyberg und Gräfin Barbara von Eberstein, Urgroßeltern mütterlicherseits (um 1600)

der in dänischen, schwedischen und kaiserlichen Kriegsdiensten gestanden hatte und Kommandant von Memmingen, Ulm und Mindelheim war, und der der Schwenckfeld-Sekte zugeneigten Anna Margareta von Freyberg, Tochter des Georg Ludwig von Freyberg, Freiherr von Freyberg zu Justingen, und der Barbara von Eberstein, Gräfin von Eberstein-Rixingen. Der Vater starb 1674 an einem tödlichen Schuss, den er beim Duell erhalten hatte, und wurde auf seinem Rittergut Bergenweiler beigesetzt.
Franz II. und seine Tochter Franziska Barbara hatten (noch) nicht den Titel "Grafen von Weltz".

### Erste Ehe: Gräfin zu Hohenlohe-Neuenstein
Sie heiratete 1689 den wesentlich älteren Grafen Wolfgang Julius von Hohenlohe-Neuenstein (* 3. August 1622 in Neuenstein; † 26. Dezember 1698 ebenda), Witwer der Herzogin Sophie Eleonore von Schleswig-Holstein-Sonderburg-Plön, bei der sie vorher Hofdame war. Die Ehe blieb kinderlos. Das Erbe ihres Mannes fiel gemäß Haus- und Lehnsrecht an dessen Bruder Johann Friedrich I. von Hohenlohe-Öhringen. Franziska Barbara erhielt lediglich die Herrschaften Wilhermsdorf und Neidhardswinden, die Wolfgang Julius am 4. Mai 1667 gekauft hatte, sowie Buchklingen und Neuses, die er 1668 erworben hatte.

### Zweite Ehe: Gräfin zu Hohenlohe-Waldenburg-Schillingsfürst
1701 heiratete sie den katholischen Grafen Philipp Ernst von Hohenlohe-Waldenburg-Schillingsfürst (* 29. Dezember 1663 in Schillingsfürst; † 29. November 1759 ebenda). Franziska Barbara behielt Wilhermsdorf als Sitz ihrer Residenz und blieb auch evangelisch, trotz der abweichenden Konfession ihres zweiten Mannes. Franziska Barbara konnte mit einer Summe von 100.000 Gulden ihrem neuen Ehemann helfen, die von seinem Vater geerbten Schulden zu begleichen, ließ sich aber dafür die Einkünfte aus den hohenlohischen Ämtern Kupferzell und Waldenburg verpfänden.

### Wirken
Sie ließ den Ort Wilhermsdorf erheblich ausbauen. So holte sie 1712 neue jüdische Drucker dorthin, um der Papiermühle den Absatz zu sichern. Unter ihrer Herrschaft erlebt Wilhermsdorf eine Blütezeit. Sie verwirklichte den von Julius Wolfgang geplanten Kirchenneubau in den Jahren zwischen 1706 und 1714. Zwischen 1707 und 1718 ließ sie das Schulhaus in der Burgmilchlingstraße, das Siechenhaus in der Spitalstraße, das Consulentenhaus (das heutige Wilhermsdorfer Rathaus) und die Gottesackerkirche errichten. In Wilhermsdorf wird sie bis heute „Wohltäterin von Wilhermsdorf“ genannt. Am 3. April 1718 verstarb sie im Alter von 51 Jahren und wurde in einem Prunksarg in der Gruft der evangelischen Hauptkirche feierlich beigesetzt.

### Nachkommen
Aus ihrer Ehe mit Graf Philipp Ernst hinterließ sie einen Sohn und eine Tochter:
- Philipp Ernst von Hohenlohe-Waldenburg-Schillingsfürst (* 1704; † 1759) ⚭ 1732 Franziska Elisabeth von Limburg-Stirum (* 1719; † 1752)
- Caroline Juliane Sofie von Hohenlohe-Waldenburg-Schillingsfürst (* 1706; † 1758) ⚭ 1733 Christian Otto von Limburg-Stirum (* 1694; † 1749).

Zwei weitere 1702 und 1703 geborene Söhne erreichten nicht das Erwachsenenalter und starben noch vor ihrer Mutter. 
Sie hinterließ ihren überlebenden Kindern wertvolle Kleinodien, gefasste und ungefasste Edelsteine aller Art, reiches Silbergeschirr, Kristallgefäße, venezianische Spiegel, großes Barvermögen und die Liegenschaften in Wilhermsdorf. Nach ihrem Tod fielen auch das Lehen Wilhermsdorf und Neidhardswinden sowie Buchklingen und Neuses an ihre minderjährigen Kinder. Zunächst übernahm ihr Sohn Philipp Ernst die Herrschaft Wilhermsdorf, blieb aber ohne Nachkommen, so dass die Besitzungen 1758 an den Sohn ihrer Tochter Caroline Juliane, Philipp Ferdinand von Limburg-Styrum, fiel.